# Max Biaggi

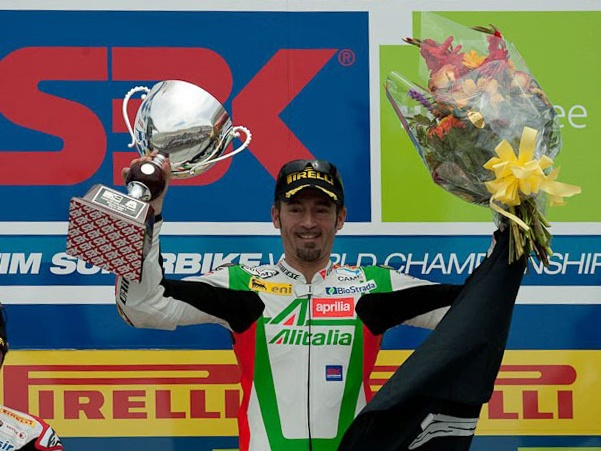
Max Biaggi 2010

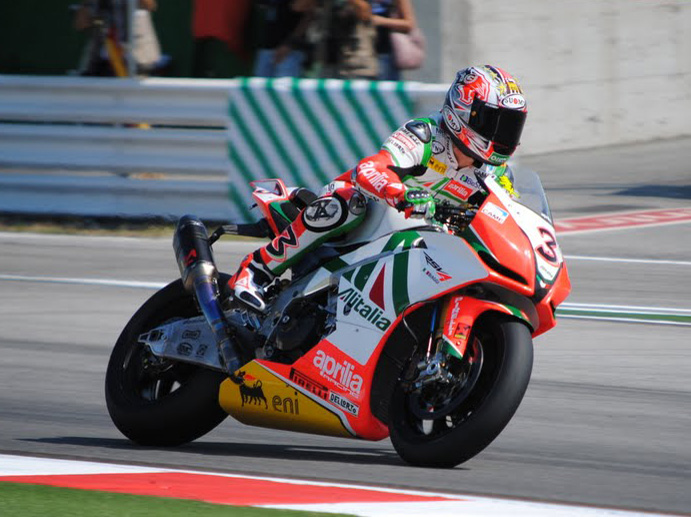
Max Biaggi 2010 auf Aprilia RSV4

Massimiliano „Max“ Biaggi (* 26. Juni 1971 in Rom) ist ein ehemaliger italienischer Motorradrennfahrer.

## Leben
Zwischen 1994 und 1997 gewann Biaggi in der 250-cm³-Klasse der Motorrad-Weltmeisterschaft vier Weltmeistertitel in Folge.
Ab 2009 ging Biaggi für Aprilia in der Superbike-Weltmeisterschaft an den Start, am 26. September 2010 wurde er, zwei Rennen vor dem Saisonfinale, Superbike-Weltmeister. Ebenso gewann er die Superbike-Weltmeisterschaft 2012.

## Persönliches
Biaggis Hauptwohnsitz befindet sich in Monte Carlo. Er lebt mit dem italienischen Fotomodell Eleonora Pedron zusammen, am 22. September 2009 kam die erste gemeinsame Tochter zur Welt.

## Karriere

### Anfangsjahre

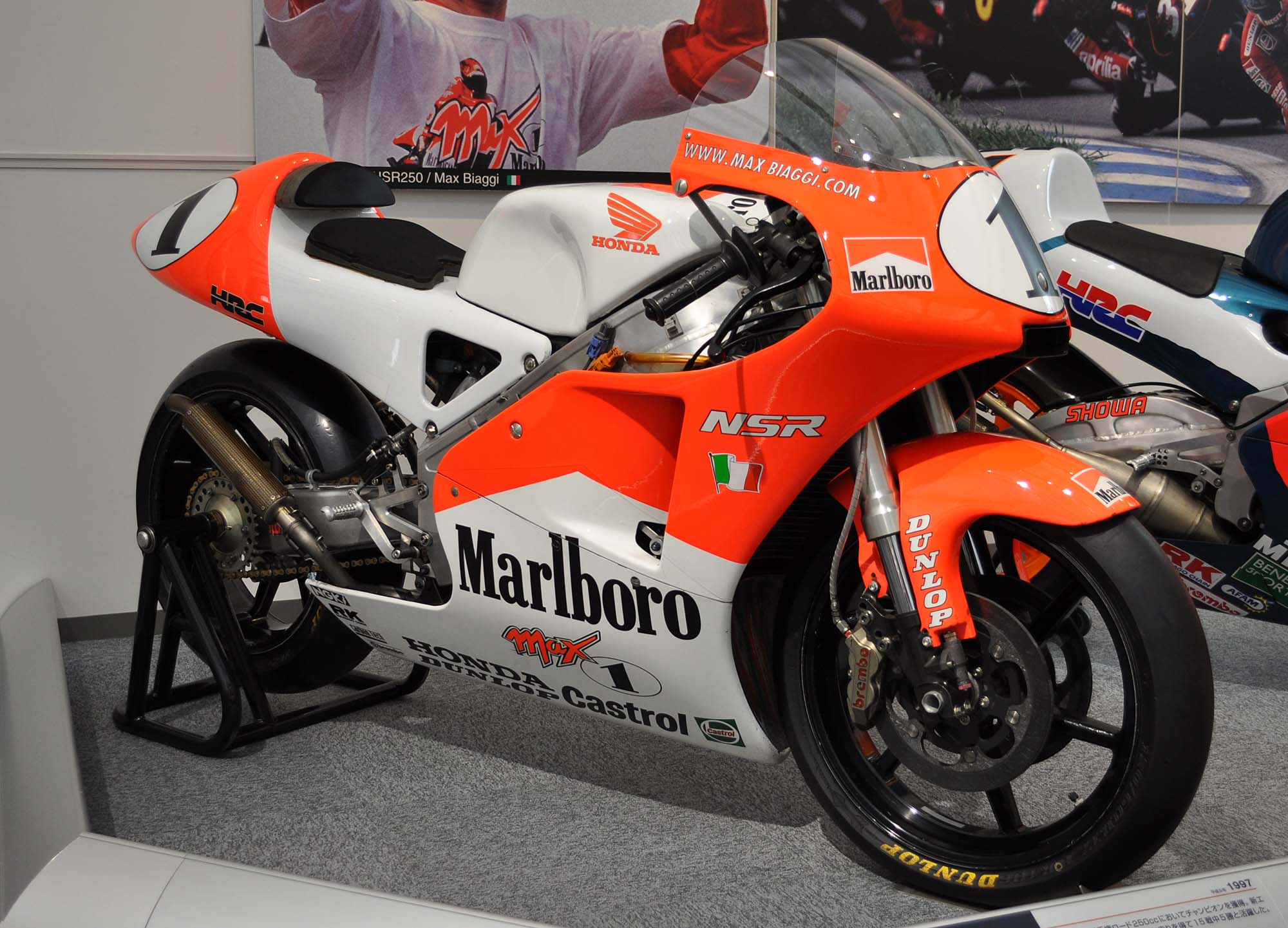
Biaggis Honda NSR 250 der Saison 1997.

In seiner Kindheit interessierte sich Max Biaggi anfangs nur für Fußball, er wollte unbedingt Profifußballer werden und für seinen Lieblingsklub, den AS Rom, spielen. Sein Interesse für den Motorsport wurde von seinem Freund Daniele geweckt. Dieser nahm ihn an einem Sonntag einmal zur Rennstrecke von Vallelunga mit, wo Max seine ersten Runden auf einer Rennpiste drehte. Von diesem Tag an war Max ein Motorsportbegeisterter. Sein Vater Pietro war darüber jedoch nicht erfreut, da ihm der Sport zu gefährlich war, und verweigerte ihm anfangs seine finanzielle Unterstützung. Nachdem er sich später von der Ernsthaftigkeit der Absichten seines Sohnes überzeugt hatte, arbeitete er als sein Mechaniker.
1989, im Alter von 18 Jahren, bestritt Biaggi in Magione auf Honda sein erstes Rennen in der italienischen 125-cm³-Sport-Produktions-Meisterschaft und stürzte dabei. In der folgenden Saison gewann er die Meisterschaft mit sechs Siegen in sieben Rennen vor Lucio Cecchinello.
1991 gewann Biaggi auf Anhieb die 250-cm³-Europameisterschaft auf Aprilia.

### 250-cm³-Weltmeisterschaft
Max Biaggi debütierte beim Grand Prix von Europa 1991 auf Aprilia in der 250-cm³-Klasse der Motorrad-Weltmeisterschaft, kam aber nicht ins Ziel. In diesem Jahr bestritt er noch drei weitere WM-Läufe, bei denen der 12. Platz beim Rennen in San Marino sein bestes Resultat war.
In der Saison 1992 startete er als Stammfahrer für das Valesi-Team auf Aprilia in der 250er-Klasse. Sein Teamkollege war Landsmann Pierfrancesco Chili. Beim fünften Saisonlauf, dem Großen Preis von Italien, gelang Biaggi mit dem dritten Platz seine erste Podiumsplatzierung, nachdem er mit Teamkollege Chili kollidiert war und diesen zu Sturz gebracht hatte. Beim letzten Saisonlauf im südafrikanischen Kyalami feierte sogar seinen ersten Sieg. Am Saisonende belegte er mit 78 Punkten Rang fünf in der Gesamtwertung.
Zur Saison 1993 wechselte Biaggi ins Team Rothmans Honda von Erv Kanemoto. Er erreichte einen Sieg beim Großen Preis von Europa, zwei zweite sowie zwei dritte Plätze und beendete die Saison mit 142 Punkten auf Rang vier der WM-Wertung.
In der Saison 1994 ging Max Biaggi zurück zu Aprilia und startete für das Chesterfield-Team mit einer komplett schwarz lackierten Maschine. Er gewann fünf Rennen, errang insgesamt 10 Podiumsplatzierungen und wurde mit 234 Punkten schließlich Weltmeister in der 250-cm³-Klasse.
In den folgenden Jahren dominierte Biaggi die 250er-WM. Er gewann auf Aprilia 1995 mit acht Siegen bei 13 Rennen überlegen den Titel. In der Saison 1996 setzte er sich mit nur sechs Punkten Vorsprung gegen den Deutschen Honda-Piloten Ralf Waldmann durch.
Zur Saison 1997 startete Biaggi wieder für Kanemoto-Honda auf der NSR 250, nachdem er von Aprilia weggeschickt worden war. Er gewann mit nur zwei Punkten Vorsprung den Weltmeistertitel, wiederum gegen Waldmann, der in diesem Jahr sein Teamkollege war. Die Titelentscheidung fiel erst beim letzten Saisonlauf im australischen Phillip Island, den Waldmann gewann, während Biaggi sich mit dem zweiten Platz aber den Titel sicherte.
Die zwischen 1994 und 1997 gewonnenen Weltmeisterschaften stellten einen neuen Rekord dar, noch nie zuvor hatte es ein Pilot geschafft, vier WM-Titel in Folge in der 250-cm³-Klasse zu gewinnen.

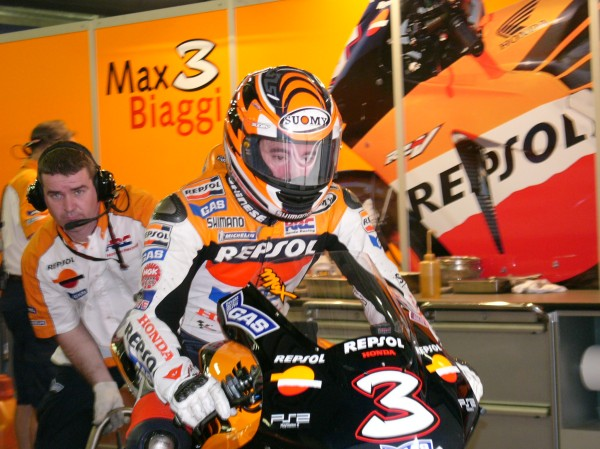
Max Biaggi 2005

### 500-cm³- und MotoGP-Klasse
Zur Saison 1998 wechselte Max Biaggi mit dem Kanemoto-Team in die 500-cm³-Klasse. In seinem ersten Rennen in dieser Klasse, dem Großen Preis von Japan in Suzuka, gelang ihm als Debütant die Pole-Position, die schnellste Rennrunde und der Rennsieg, eine Leistung, die vor ihm zuletzt Jarno Saarinen 1973 gelang. Im tschechischen Brünn gelang Biaggi später ein weiterer Sieg. Nach seiner Disqualifikation beim Grand Prix von Katalonien in Barcelona, wo er eine Stop-and-Go-Strafe ignorierte, hatte der Italiener jedoch keine Titelchancen mehr und wurde schließlich Vizeweltmeister hinter dem Titelverteidiger Mick Doohan.
Zur Saison 1999 wechselte Biaggi zu Yamaha und startete für das Marlboro Yamaha-Werksteam. Mit einem Sieg und sieben Podiumsplätzen belegte er in der Abschlusswertung den vierten WM-Rang.
In den folgenden beiden Jahren kämpfte Biaggi gegen die meist überlegenen Hondas, in der Saison 2000 wurde er WM-Dritter und sicherte Yamaha den Konstrukteurstitel, 2001 erreichte er den Vizeweltmeistertitel hinter Valentino Rossi.
Als zur Saison 2002 die 500-cm³- zur MotoGP-Klasse wurde und damit die bis dahin üblichen Zweitakter durch 990-cm³-Viertakter abgelöst wurden, pilotierte Biaggi im Yamaha-Werksteam die neue YZR-M1, die jedoch vor allem am Saisonbeginn der neuen Honda RC211V nicht ebenbürtig war. Trotzdem errang Biaggi zwei Siege und acht Podien und wurde wiederum Vizeweltmeister hinter Rossi.
Zur Saison 2003 wechselte Max Biaggi zu Honda ins Team Camel Pramac Pons von Sito Pons, wo er jedoch keine offizielle Werksmaschine erhielt. Mit zwei Siegen und regelmäßigen Punkterängen fuhr er in diesem Jahr auf den dritten Rang im Gesamtklassement.
Auch 2004 fuhr Biaggi im Pons-Team. Dank einer starken ersten Saisonhälfte belegte er wiederum den dritten WM-Rang.
Biaggi unterschrieb daraufhin für 2005 einen Vertrag mit dem Repsol Honda-Werksteam. Dort konnte er in der Saison 2005 die Erwartungen jedoch nicht erfüllen. Zu Saisonbeginn war Biaggi von einer Verletzung am linken Sprunggelenk gehandicapt, die er sich beim Supermoto-Training zugezogen hatte. Ihm gelangen nur vier Podestplätze und kein einziger Sieg. Am Saisonende belegte er nur den fünften WM-Rang. Schon während der Saison gab es mit Honda Unstimmigkeiten, da er immer wieder öffentlich das Motorrad kritisierte. Sein Vertrag wurde zum Saisonende nicht verlängert und man weigerte sich, ihm in einem Kundenteam ein Motorrad zur Verfügung zu stellen.
Obwohl er dank seines guten Verhältnisses zum RJR-Konzern Sponsorengelder der Zigarettenmarke Camel in Millionenhöhe mitgebracht hätte, fand Biaggi auch bei keinem anderen MotoGP-Team eine Anstellung. Daraufhin bemühte er sich, für 2006 einen Startplatz in der Superbike-Weltmeisterschaft zu bekommen. Das Alstare Corona Suzuki-Team war zwar nicht abgeneigt, hatte aber mit Troy Corser und Yukio Kagayama schon zwei Fahrer unter Vertrag und keine freien Kapazitäten für ein drittes Werksmotorrad. Deshalb entschied sich Biaggi, ein Jahr zu pausieren und erst 2007 für Suzuki in der Superbike-WM an den Start zu gehen.

### Superbike-Weltmeisterschaft

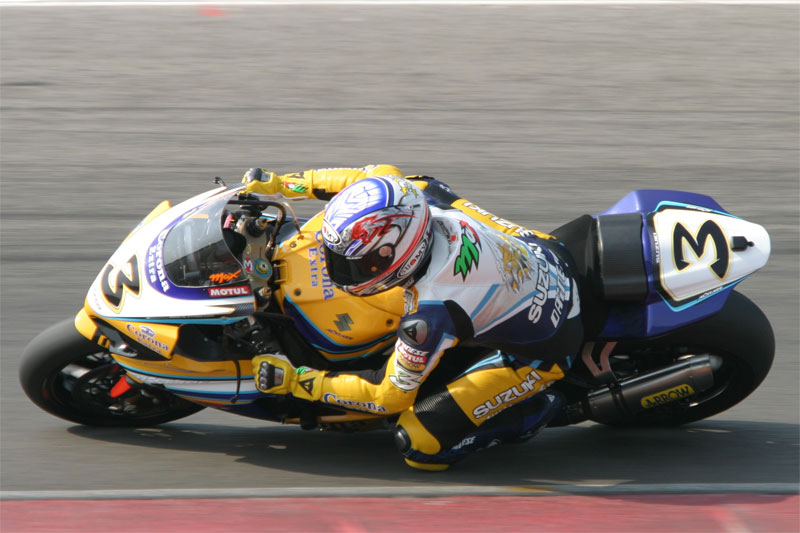
Max Biaggi auf Suzuki GSX-R 1000 K7 2007 in Assen

#### Suzuki-Werksfahrer
Im Dezember 2006 begann Biaggi die Suzuki GSX-R 1000-Rennmaschine zu testen. Biaggi betonte, dass die Charakteristik der Superbikes nicht mit der einer Grand Prix-Maschine zu vergleichen sei und er deshalb seinen Fahrstil komplett umstellen musste.
Die Saison 2007 bestritt Max Biaggi schließlich im Alstare Suzuki Corona Extra-Team auf einer GSX-R 1000 K7. Der Saisonstart verlief für ihn optimal, beim ersten Rennen in Losail gewann er sofort Lauf eins, beim zweiten Lauf an diesem Tag belegte er Rang zwei. Am Ende der Saison, in der Biaggi bei 25 Läufen 17 mal auf dem Podest stand, musste er sich in der Gesamtwertung James Toseland und Noriyuki Haga knapp geschlagen geben. Da sich am Saisonende der Hauptsponsor des Teams, der mexikanische Bierproduzent Corona zurückzog, konnte man Biaggis Gehaltsforderungen nicht mehr erfüllen und entschloss sich deshalb, seinen Vertrag nicht zu verlängern.

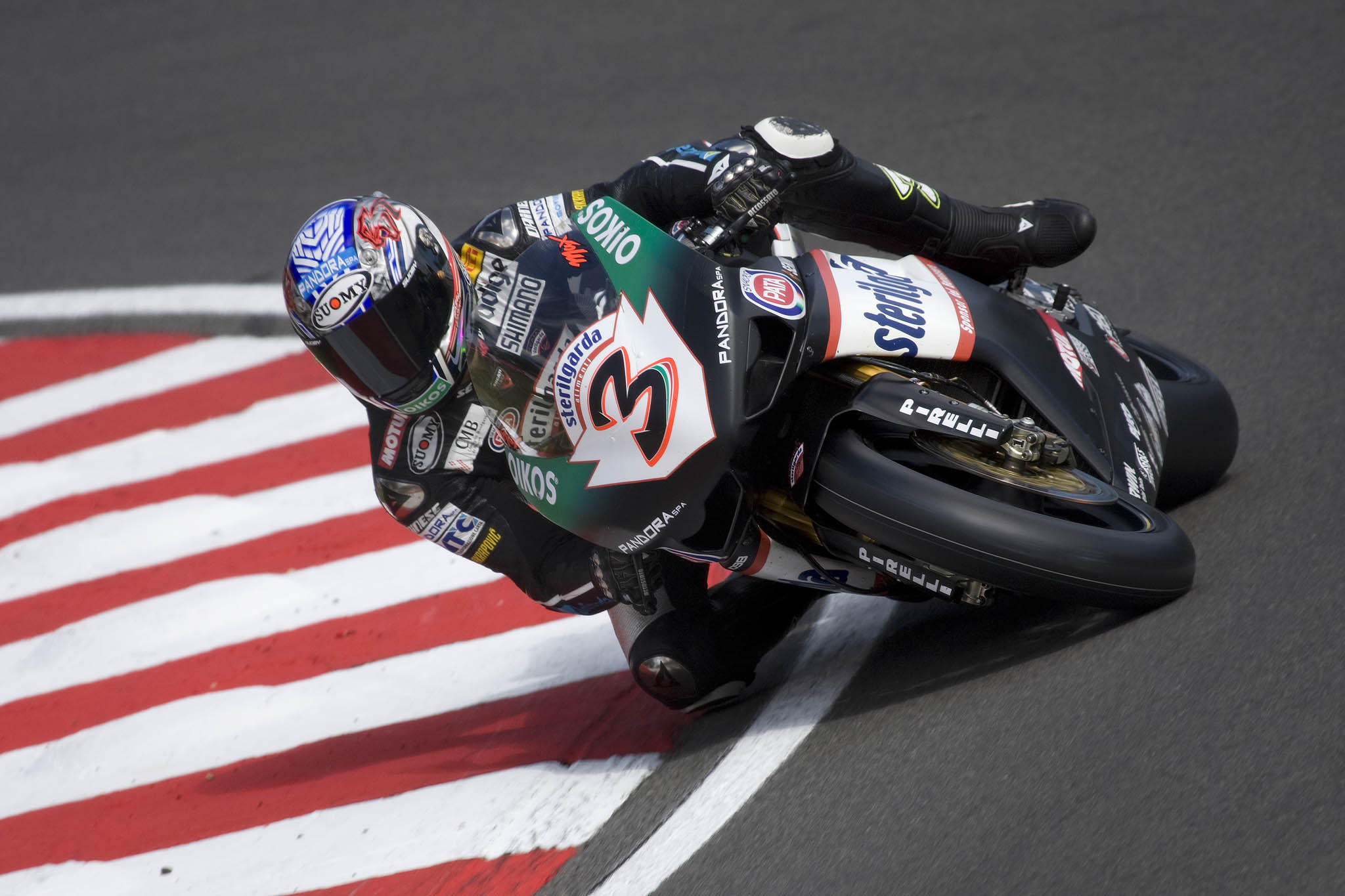
Max Biaggi auf Ducati 1098 RS 08 2008 in Brands Hatch

#### Ducati-Privatfahrer
Ende Oktober 2007 wurde Biaggis Wechsel ins Privatteam Sterilgarda Go Eleven bekanntgegeben. Dort pilotierte er in der Saison 2008 an der Seite von Rubén Xaus eine der neuen Ducati 1098 RS 8. Bei der ersten Saisonveranstaltung in Katar musste sich Biaggi im ersten Lauf knapp dem Ducati-Werksfahrer Troy Bayliss geschlagen geben, im zweiten Lauf wurde er Dritter. Im zweiten Lauf des zweiten Saisonrennens im australischen Phillip Island zog sich Max Biaggi bei einem schweren Sturz in der Doohan Corner einen Bruch an der linken Hand zu, der ihn lange behinderte. In der zweiten Saisonhälfte gelangen Biaggi konstante Resultate unter den besten zehn, jedoch kein Laufsieg. Er sicherte sich mit 238 Punkten den siebenten Platz im Endklassement und war damit zweitbester Ducati-Pilot nach Troy Bayliss, der überlegen den WM-Titel gewann.

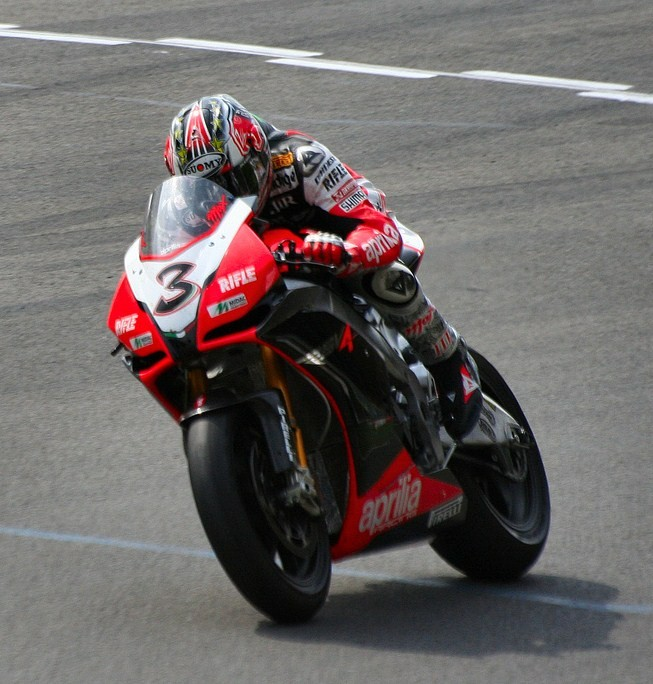
Max Biaggi 2009 auf Aprilia RSV4 Factory

#### Rückkehr zu Aprilia
Am 18. September 2008 unterzeichnete Max Biaggi nach wochenlangen Spekulationen einen Zweijahresvertrag bei Aprilia, die 2009 nach siebenjähriger Abstinenz in die Superbike-Weltmeisterschaft zurückkehrten. Bereits bei der ersten Saisonveranstaltung in Phillip Island qualifizierte sich Biaggi für den zweiten Startplatz. In den Rennen belegte er die Ränge elf und 15. Bei den folgenden Läufen in Katar wurde Biaggi jeweils Dritter. Danach fuhr er konstant unter die Top Ten. Ende Juni erreichte Max Biaggi mit Rang zwei im ersten Lauf in Donington Park seine bis dahin beste Saisonplatzierung, im zweiten Lauf verursachte er einen Unfall, bei dem er sich Verletzungen am rechten Fuß zuzog. Vier Wochen später, beim Rennen auf seiner Lieblingstrecke im tschechischen Brünn, gewann Biaggi trotz Verletzung den ersten Lauf und sorgte damit für den ersten Aprilia-Sieg in der Superbike-WM seit Régis Laconi 2001. Im zweiten Lauf wurde er Zweiter. In den verbleibenden acht Saisonrennen fuhr Biaggi vier weitere Podestplätze ein und beendete alle Rennen unter den besten sechs. Mit dieser starken zweiten Saisonhälfte sicherte er sich den vierten WM-Gesamtrang.
Auch 2010 trat Biaggi für Aprilia in der Superbike-WM an. Sein neuer Teamkollege war der britische Superbike-Meister von 2009, Leon Camier. Mit zehn Siegen und insgesamt 14 Podestplätzen in 26 Rennen konnte sich der Römer bereits beim vorletzten Rennwochenende im Imola vor dem Briten Leon Haslam überlegen den Weltmeistertitel sichern.
2012 trat Biaggi erneut für Aprilia in der Superbike-WM an und gewann mit 0,5 Punkten Vorsprung vor Tom Sykes seinen zweiten Superbike-WM-Titel. Sein neuer Teamkollege war der Ire Eugene Laverty. Am Ende der Saison erklärte Biaggi seinen Rücktritt vom aktiven Motorradsport.
2015 hat er sein Comeback in Italien auf dem Misano World Circuit gegeben. Er startete mit einer Wildcard für das Aprilia Racing Team. Auf dem Sepang International Circuit in Malaysia hatte er einen weiteren Einsatz. Dort fuhr er im ersten Lauf den dritten Platz heraus. Damit ist er der älteste Fahrer der in der Superbike-Weltmeisterschaft auf das Podium fuhr. Einen für das Saisonfinale 2015 in Katar geplanten dritten Gaststart musste der Italiener wegen einer Verletzung absagen.

### Rivalität mit Valentino Rossi
Biaggis größter sportlicher Rivale war jahrelang sein Landsmann Valentino Rossi. Höhepunkt dieser Rivalität war die Saison 2001. Beim Großen Preis von Japan drängte Biaggi Rossi bei einem Überholmanöver bei hoher Geschwindigkeit neben die Strecke. Rossi schnitt ihn später beim Überholen und zeigte ihm danach den erhobenem Mittelfinger. Nach dem Grand Prix von Katalonien im gleichen Jahr kam es vor der Siegerehrung zu einem Handgemenge zwischen den beiden.

### Formel-1-Tests
Bereits im Jahr 1999 testete Max Biaggi auf der Pista di Fiorano einen Ferrari F399-Formel-1-Rennwagen und kam ziemlich nah an die Zeiten der Werksfahrer heran. Im Januar 2006 testete er in Silverstone drei Tage lang einen Midland-Toyota, einige Medienvertreter sahen ihn schon als Testfahrer im Team. Der Ausflug blieb jedoch eine PR-Veranstaltung.

## Statistik

### Erfolge
- 1994 – 250-cm³-Weltmeister auf Aprilia
- 1995 – 250-cm³-Weltmeister auf Aprilia
- 1996 – 250-cm³-Weltmeister auf Aprilia
- 1997 – 250-cm³-Weltmeister auf Honda
- 2010 – Superbike-Weltmeister auf Aprilia
- 2012 – Superbike-Weltmeister auf Aprilia
- 42 Grand-Prix-Siege

### Ehrungen
- Aufnahme in die MotoGP Hall of Fame

### In der Motorrad-Weltmeisterschaft
| Saison | Klasse  | Team                    | Motorrad       | Rennen | Siege | Zweiter | Dritter | Poles | Schn. Runden | Punkte | Ergebnis    |
| ------ | ------- | ----------------------- | -------------- | ------ | ----- | ------- | ------- | ----- | ------------ | ------ | ----------- |
| 1991   | 250 cm³ | Aprilia-Team Italia     | Aprilia        | 4      | –     | –       | –       | –     | –            | 7      | 27.         |
| 1992   | 250 cm³ | Telkor Valesi Racing    | Aprilia        | 12     | 1     | 2       | 2       | 4     | 1            | 78     | 5.          |
| 1993   | 250 cm³ | Rothmans Kanemoto Honda | Honda          | 14     | 1     | 2       | 2       | 2     | 1            | 142    | 4.          |
| 1994   | 250 cm³ | Chesterfield Aprilia    | Aprilia        | 14     | 5     | 4       | 1       | 7     | 8            | 234    | Weltmeister |
| 1995   | 250 cm³ | Chesterfield Aprilia    | Aprilia        | 13     | 8     | 3       | 1       | 9     | 7            | 283    | Weltmeister |
| 1996   | 250 cm³ | Chesterfield Aprilia    | Aprilia        | 15     | 9     | 1       | 1       | 8     | 9            | 274    | Weltmeister |
| 1997   | 250 cm³ | Marlboro Team Kanemoto  | Honda NSR 250  | 15     | 5     | 3       | 2       | 3     | 2            | 250    | Weltmeister |
| 1998   | 500 cm³ | Marlboro Team Kanemoto  | Honda NSR 250  | 14     | 2     | 3       | 3       | 2     | 2            | 208    | 2.          |
| 1999   | 500 cm³ | Marlboro Yamaha         | Yamaha YZR 500 | 16     | 1     | 5       | 1       | 1     | 1            | 194    | 4.          |
| 2000   | 500 cm³ | Marlboro Yamaha         | Yamaha YZR 500 | 16     | 2     | –       | 2       | 5     | 3            | 170    | 3.          |
| 2001   | 500 cm³ | Marlboro Yamaha         | Yamaha YZR 500 | 16     | 3     | 3       | 3       | 7     | 2            | 219    | 2.          |
| 2002   | MotoGP  | Marlboro Yamaha         | Yamaha YZR-M1  | 16     | 2     | 4       | 2       | 4     | 1            | 215    | 2.          |
| 2003   | MotoGP  | Camel Pramac Pons       | Honda RC211V   | 16     | 2     | 4       | 3       | 3     | 1            | 228    | 3.          |
| 2004   | MotoGP  | Camel Honda             | Honda RC211V   | 16     | 1     | 5       | 3       | 1     | 3            | 217    | 3.          |
| 2005   | MotoGP  | Repsol Honda            | Honda RC211V   | 17     | –     | 2       | 2       | –     | 1            | 173    | 5.          |
| Gesamt | Gesamt  | Gesamt                  | Gesamt         | 214    | 42    | 41      | 28      | 56    | 42           | 2892   | 4 WM-Titel  |

Grand-Prix-Siege
| Saison | Klasse  | Rennen                                                                                            |
| ------ | ------- | ------------------------------------------------------------------------------------------------- |
| 1992   | 250 cm³ | Sudafrika 1961                                                                                    |
| 1993   | 250 cm³ | Europa                                                                                            |
| 1994   | 250 cm³ | Australien Malaysia Niederlande Tschechien Europa                                                 |
| 1995   | 250 cm³ | Malaysia Deutschland Italien Niederlande Vereinigtes Konigreich Tschechien Argentinien Europa     |
| 1996   | 250 cm³ | Malaysia Japan Spanien Italien Frankreich Vereinigtes Konigreich Tschechien Katalonien Australien |
| 1997   | 250 cm³ | Malaysia Italien Emilia-Romagna Tschechien Indonesien                                             |
| 1998   | 500 cm³ | Japan Tschechien                                                                                  |
| 1999   | 500 cm³ | Sudafrika                                                                                         |
| 2000   | 500 cm³ | Tschechien Australien                                                                             |
| 2001   | 500 cm³ | Frankreich Niederlande Deutschland                                                                |
| 2002   | MotoGP  | Tschechien Malaysia                                                                               |
| 2003   | MotoGP  | Vereinigtes Konigreich SPC                                                                        |
| 2004   | MotoGP  | Deutschland                                                                                       |

### In der Superbike-Weltmeisterschaft
| Saison | Team                        | Motorrad             | Rennen | Siege | Zweiter | Dritter | Poles | Schn. Runden | Punkte | Ergebnis    |
| ------ | --------------------------- | -------------------- | ------ | ----- | ------- | ------- | ----- | ------------ | ------ | ----------- |
| 2007   | Alstare Suzuki Corona Extra | Suzuki GSX-R 1000 K7 | 25     | 3     | 7       | 7       | –     | 5            | 397    | 3.          |
| 2008   | Sterilgarda Go Eleven       | Ducati 1098 RS 08    | 28     | –     | 3       | 4       | –     | 1            | 238    | 7.          |
| 2009   | Aprilia Racing              | Aprilia RSV4 Factory | 28     | 1     | 4       | 4       | –     | 1            | 319    | 4.          |
| 2010   | Aprilia Alitalia Racing     | Aprilia RSV4 Factory | 26     | 10    | 2       | 2       | 2     | 2            | 451    | Weltmeister |
| 2011   | Aprilia Alitalia Racing     | Aprilia RSV4 Factory | 20     | 2     | 9       | 1       | 2     | 5            | 303    | 3.          |
| 2012   | Aprilia Racing Team         | Aprilia RSV4 Factory | 27     | 5     | 2       | 3       | 1     | 5            | 358    | Weltmeister |
| 2015   | Aprilia Racing Team         | Aprilia RSV4 Factory | 4      | –     | –       | 1       | –     | –            | 36     | 20.         |
| Gesamt | Gesamt                      | Gesamt               | 158    | 21    | 27      | 23      | 5     | 18           | 2102   | 2 WM-Titel  |

## Verweise